# Gebrayelichthyidae
Gebrayelichthyidae es una familia extinta de peces actinopterigios prehistóricos. Fue descrita por Nursall and Capasso en 2004.
Vivió en el Líbano.